# James Edward Murray
James Edward Murray (St. Thomas, 1876. május 3. – Butte, 1961. március 23.), az Amerikai Egyesült Államok szenátora (Montana, 1934–1961).